# Ташо Щерев
Ташо Христов Щерев е български строител и политик от Българската комунистическа партия.

## Биография
Роден е на 11 февруари 1929 г. в пашмаклийското село Дунево. Започва да работи като строител от 1945 г. През 1948 г. започва да работи в Държавната строителна организация в Пловдив. Там е ръководител на зидаро-кофражистка бригада. Някои от по-важните обекти, на които участва неговата бригада са Стъкларския завод „Дружба“, завод „Елпром“, предприятията „Напредък“ и „Родина“ и текстилния завод „Марица“. Бригадата му участва още и в строежа на новите жилищни комплекси в Пловдив. С указ № 1000 от 24 април 1973 г. е обявен за герой на социалистическия труд. От 2 април 1976 до 5 април 1986 г. е кандидат-член на ЦК на БКП. Член е още на бюрото на Градския комитет на БКП в Пловдив, на Изпълнителния комитет на Окръжния народен съвет и депутат от VII народно събрание. Носител е на ордени „Червено знаме на труда“ (1962), „Орден на труда“ – златен (1965), „Народна република България“ I ст. (1979) и Почетния знак на град Пловдив (1968). За неговия живот има написана книга от Георги Райчевски До златната звезда: [Очерк за героя на социалистическия труд Ташо Щерев] Пловдив: Хр. Г. Данов 1984.